# Бисаче
Бисаче је мало ненасељено острво у хрватском делу Јадранског мора.
Бисаче се налази око 3 км северозападно од насеља Лумбарде на острву Корчули. Површина острва износи 0,046 км². Дужина обалске линије је 1,07 км.. Највиша тачка на острву је виспка 9 м.